# Palais de justice d'Angers
Le palais de justice d'Angers se situe à Angers en France, située face à la place du Maréchal-Leclerc, son adresse postale est 1, rue Waldeck Rousseau. Le palais a été inauguré en 1875 ; les façades et les toitures sont inscrites au titre de monument historique le 29 octobre 1975.

## Présentation

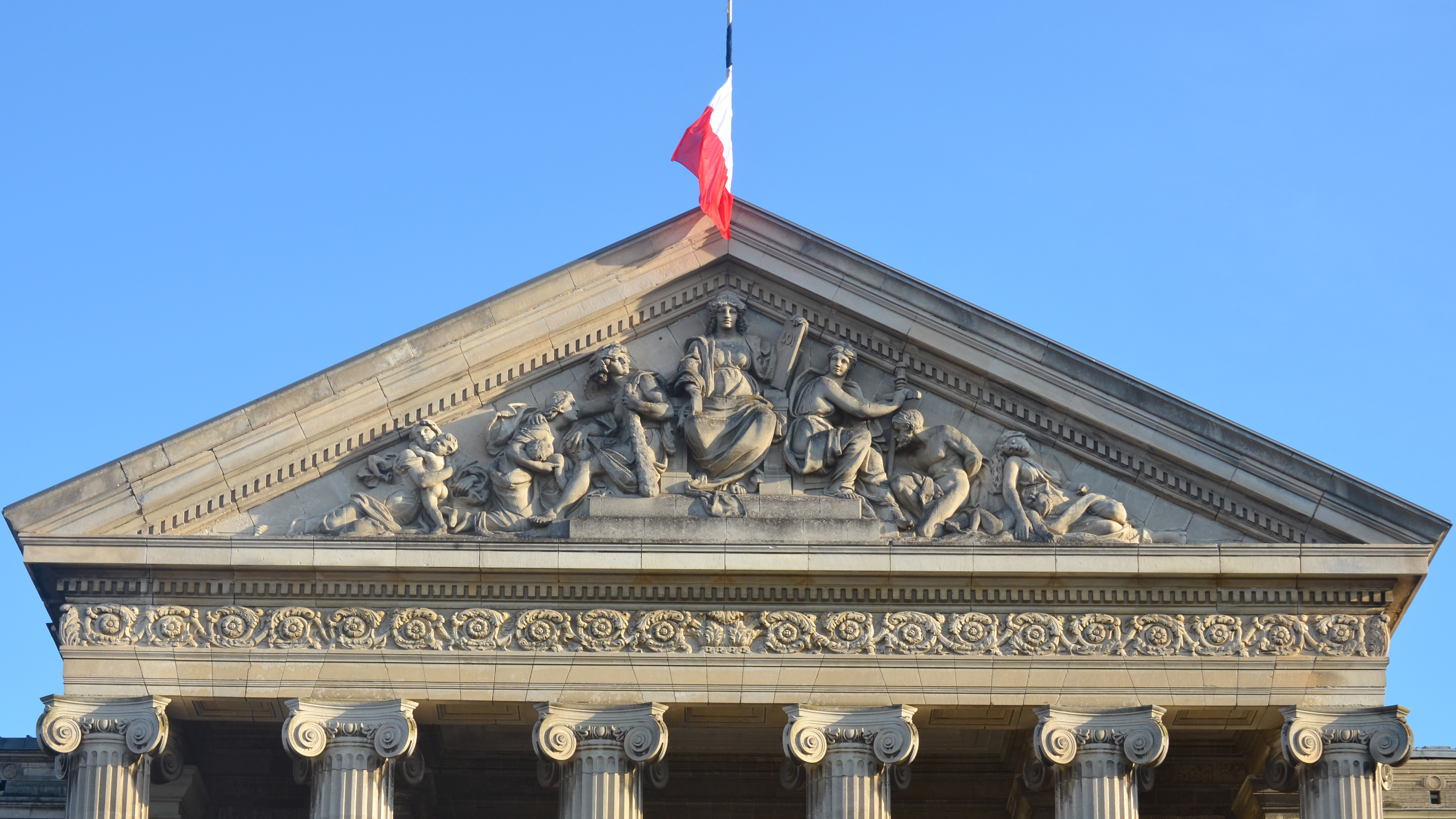
Fronton du palais

Le projet de construction d'un nouveau palais de justice sur la place Leclerc commence en 1863 sur les plans de l'architecte Charles-Édouard Isabelle et la maîtrise d’œuvre de son beau-fils Paul Mültzer Isabelle. Le palais est inauguré en 1875 après un long processus.
Il remplace l'ancien présidial de la place des Halles (actuelle place Louis-Imbach) dont le portail d'entrée a été déplacé dans les jardins de l'ancien hôpital Saint-Jean.
Le bâtiment se caractérise par la sévérité de ses élévations et l'avant-corps de six colonnes ioniques typiquement d'un grand palais de justice ; le fronton sculpté traduit la solennité et l'institution. Il s'inscrit dans un ensemble urbanistique en fermant l'esplanade du Champ-de-Mars (actuel jardin du mail).

## Fonctions
Le palais de justice d'Angers abrite la Cour d'appel d'Angers, et le Tribunal judiciaire.